# فرد سانتانا
فرد سانتانا (12 أبريل 1988 بساو باولو في البرازيل - ) هو لاعب كرة قدم برازيلي في مركز الهجوم. لعب مع Atlético El Vigía F.C. ‏.